# Markus Ryffel
Markus Ryffel (Stäfa, 5 febbraio 1955) è un ex mezzofondista svizzero, vincitore di una medaglia d'argento ai Giochi olimpici nei 5000 metri piani.

## Palmarès
| Anno | Manifestazione  | Sede          | Evento       | Risultato | Prestazione | Note                  |
| ---- | --------------- | ------------- | ------------ | --------- | ----------- | --------------------- |
| 1977 | Europei indoor  | San Sebastián | 3000 m piani | Bronzo    | 8'00"3      |                       |
| 1978 | Europei indoor  | Milano        | 3000 m piani | Oro       | 7'49"5      |                       |
| 1978 | Europei         | Praga         | 5000 m piani | Argento   | 13'28"66    |                       |
| 1979 | Europei indoor  | Vienna        | 3000 m piani | Oro       | 7'44"43     | Record dei campionati |
| 1984 | Europei indoor  | Göteborg      | 3000 m piani | Argento   | 7'53"61     |                       |
| 1984 | Giochi olimpici | Los Angeles   | 5000 m piani | Argento   | 13'07"54    |                       |

## Altre competizioni internazionali
1976
- Oro alla Corrida de Houilles ( Houilles) - 26'07"

1979
- Bronzo in Coppa del mondo ( Montréal), 5000 m piani - 13'38"6

1982
- Oro alla Greifenseelauf ( Zurigo)

1984
- Oro alla Greifenseelauf ( Zurigo)

1985
- Argento al Giro Media Blenio ( Dongio) - 33'33"

1986
- Oro al Giro Media Blenio ( Dongio) - 33'07"

1987
- Oro alla BIG 25 Berlin ( Berlino) - 1h15'04"
- Oro alla Greifenseelauf ( Zurigo)
- Argento al Giro Media Blenio ( Dongio) - 33'09"

1991
- Bronzo al Giro Media Blenio ( Dongio) - 32'35"